# Bầu cử lập pháp Israel 2013
Bầu cử Lập pháp Israel năm 2013 là một cuộc bầu cử cấp quốc gia được tiến hành vào ngày 22 tháng 1 năm 2013 tại Israel. Ban đầu, cuộc tranh luận công chúng về Luật Tal gần như dẫn đến một cuộc bầu cử sớm vào năm 2012, nhưng điều này đã bị hủy bỏ vào phút cuối sau khi Đảng Kadima ngay sau đó đã tham gia chính phủ. Các cuộc bầu cử sau đó đã được kêu gọi vào đầu tháng 10 năm 2012 sau khi thất bại trong việc thống nhất về ngân sách cho năm tài chính 2013.
Ủy ban bầu cử Israel cho biết tổng cộng có 10.132 điểm bỏ phiếu trên toàn quốc đã mở cửa đón khoảng 5,65 triệu cử tri Israel đủ tư cách tới bỏ phiếu. An ninh được siết chặt với hơn 20.000 cảnh sát và tình nguyện viên đã được triển khai để bảo đảm an ninh cho cuộc bầu cử này. Ngày 22 tháng 1 năm 2013, kết quả các cuộc thăm dò cho thấy Liên minh Likud Yisrael Beiteinu dự kiến sẽ nhận được 31 ghế và Yesh Atid được 19 ghế. Đứng thứ hai là Đảng trung dung Yesh Atid giành được 19 ghế và đứng thứ ba là Công Đảng với 15 ghế. Trước đó, ngày 22 tháng 1 năm 2013, các điểm bầu cử trên khắp Israel và các khu định cư Do Thái ở Bờ Tây đã chính thức mở cửa đón cử tri tới bỏ phiếu bầu quốc hội khóa 19 của nước này.